# Великий майстер
Вели́кий ма́йстер — керівник масонської великої ложі, що має певні права у впорядкуванні лож, які утворюють його юрисдикцію.

## Походження
Як високоповажний майстер ложі щорічно призначає на посади офіцерів, які будуть йому допомагати, так і великий майстер кожної великої ложі щорічно призначає офіцерів. У великих ложах часто обираються або призначаються заступники великого майстра, які можуть виконувати його накази, коли він не в змозі керувати або відсутній. В англійському масонстві, у якому член королівської сім'ї часто є великим майстром, він може призначати ще одного великого майстра, який його й замінює, коли він займається державними справами. Заступник великого майстра присутній на заходах великої ложі та виконує обов'язки великого майстра.
У Європі строк для великого майстра прописується в конституції й загальних правилах про його перебування на посаді. Він може бути переобраний на посаду протягом декількох років поспіль, іноді навіть кількох десятиліть, а в інших країнах великий майстер має чітко встановлений час управління: від одного до трьох років, а потім йде у відставку.
Перший встановлений і зображений у письмоказах великий майстер був Ентоні Сеєр, якого обрали першим великим майстром Великої ложі Лондона й Вестмінстера в 1717 році. Є історичні посилання на ранніх великих майстрів (наприклад, на гродана Крістофера Рена), але немає однозначних доказів того, що ця тяма використовується в нинішньому розумінні в тому ж значенні, що й раніше. Посилання можуть вказувати на каменярів-робітників, у яких великий майстер сприймався по-іншому та мав інший вплив і повноваження.
Також назва використовується для лідера масонських юрисдикцій для жінок, де є загальні переваги для використання назви великий майстер з історичної точки зору, а не вигаданої жіночої версії.

### Обряд великого майстра
Згідно з 8 Ландмаркою Альберта Макея, великий майстер будь-якої великої ложі володіє винятковим правом посвячення в масони будь-якого профана, попри обов'язкові обряди посвячення в учні та підмайстри, відразу до звання майстра-масона.

## Офіцерські посади, що призначаються великим майстром
Посади великих офіцерів у великій ложі за обов'язками в основному відповідають відповідним посадам у підпорядкованих ложах. Однак є певні посади великих офіцерів, які не мають відповідника у звичайних ложах. Вони наведені нижче.

### Замісник великого майстра
У деяких великих ложах замісник великого майстра є його помічником та уповноважений виконувати обов'язки за відсутності майстра.

### Великий канцлер
Великий канцлер відповідає за зовнішні відносини й взаємодію з іншими великими ложами. У 2007 році Об'єднана велика ложа Англії вперше змінила склад своїх великих офіцерів, щоб ввести нову посаду — великого канцлера. Ця посада не є поширеною: зазвичай обов'язки канцлера виконує великий писар.
Англійська ложа № 4 Монаршого дому Сомерсетів та Інвернесів — рідкісний приклад призначення канцлера офіцером звичайної ложі. У XIX столітті, коли з'явилася ця посада, вона призначалася як заміна офіцерській посаді Капелана. Однак після поновлення в XX столітті, її обов'язки обмежувалися зовнішніми відносинами. До кінця XX століття посада стала заохочувальною для братів із найбільшим масонським досвідом.

### Великий архіваріус
У деяких великих ложах великий архіваріус призначається головним знавцем із правових питань великої ложі. На посаду зазвичай призначається досвідчений оборонець або суддя. Також в обов'язки великого архіваріуса входить збір і зберігання всіх писмоказів великої ложі. В інших великих ложах офіцерам, що мають такі обов'язки, не надається окрема посада.

### Великий квартирмейстер
Великий квартирмейстер — це великий офіцер, відповідальний за споруду великої ложі, цю посаду має досвідчений гродан. Відповідальність за окремі споруди ложі зазвичай покладається на окрему раду.

### Великий мечоносець
Перед проходженням великого майстра на більшості заходів проносять меч для обрядів. Його несе великий мечоносець під час цього.

### Великий прапороносець або великий штандартоносець
У багатьох великих майстрів або у великих ложах є свій затверджений прапор, який несуть позаду великого майстра під час нарічних заходів. При цьому призначають великого прапороносця.

### Великий оголошувач
Великий оголошувач сповіщає імена та звання всіх гостей (відвідувачів), що прибули на збори великої ложі; нести відповідальність за підвіски й знаки офіцерів великої ложі; відвідувати всі збори великої ложі та виконувати інші обов'язки, які тільки можуть знадобитися великому майстру або головному офіцеру.